# چوی سوک‌بین
همسر نجیب‌زادهٔ سلطنتی سوک از قبیله هائه‌جو چوی (کره‌ای: 숙빈 최씨؛ هانجا: 淑嬪 崔氏؛ ۱۷ دسامبر ۱۶۷۰–۹ آوریل ۱۷۱۸) با نام شخصی چوی دونگ‌یی، یکی از شناخته شده‌ترین همسران پادشاه سوک‌جونگ و مادر پادشاه یونگ‌جو از چوسان بود.

## زندگی‌نامه

### زندگی اولیه
بانو چوی در ششمین روز از یازدهمین ماه قمری در یازدهمین سال سلطنت پادشاه هیون‌جونگ متولد شد که در تقویم میلادی به ۱۷ دسامبر ۱۶۷۰ ترجمه می‌شود. او دختر کوچکتر چوی هیو-وون و بانو هونگ، از قبیله نامیانگ هونگ بود. او یک برادر بزرگتر به نام چوی دونگ‌هو و یک خواهر بزرگتر به نام بانو چوی داشت.

### ورود به قصر و ملاقات با پادشاه
بانو چوی در سن ۷ سالگی وارد قصر شد. او به طبقه چئون‌مین تعلق داشت که پایین‌ترین طبقه در دوره چوسان بود. معلوم نیست اولین برخورد او با پادشاه چگونه اتفاق افتاد. پذیرفته‌شده‌ترین روایت این است که او در زمانی که ملکه این‌هیون تبعید شده بود و جانگ هی-بین موقعیت ملکه را به دست آورده بود، یک موسوری (خدمتکار بخش آب) در قصر بود. یک شب، بانو چوی برای سلامتی ملکه مخلوع (این‌هیون) دعا می‌کرد که پادشاه سوک‌جونگ که از سفر به کاخ بازمی‌گشت، صدای او را شنید و از سخنانش متأثر شد. کتاب "سومونروک (صخره و آب)" (수문록، 隨聞錄) نوشته: یی مون-جونگ (۱۶۵۶–۱۷۲۶) وقایعی را که منجر به اعدام جانگ هی-بین شد، توصیف می‌کند. نویسنده ای که در زمان پادشاهی سوک‌جونگ زندگی می‌کرد، این برخورد را به شرح زیر ثبت کرد:
یک شب، پادشاه (سوک‌جونگ) نمی‌توانست بخوابد و از بی خوابی رنج می‌برد، تصمیم گرفت به بیرون برود. هنگام بازگشت به قصر و عبور از اتاق خدمتکاران، ناگهان صدای گریه ای را از یک اتاق کوچک شنید. پادشاه از روی کنجکاوی، نگاهی به اتاق انداخت، سپس در کمال تعجب دید که در این اتاق تمیز و مرتب، بساطی کوچک برای یک ضیافت وجود دارد. سپس موسوری (خدمتکار آب) جوانی را دید که لباس رسمی خود را پوشیده بود و به شدت گریه می‌کرد.
میزی برای مراسم یادبود چیده شده بود. لوح یادبودی که آنجا قرار داشت برای ملکه سابق این‌هیون تنظیم شده بود. پادشاه تعجب کرد، زیرا ملکه این‌هیون برکنار شده بود. موسوری لوح یادبودی گذاشته بود زیرا ملکه این‌هیون خود را فدای شاه کرد. اما از ترس نفوذ ملکه جانگ، هیچ‌کس جرأت نمی‌کرد که ملکه مخلوع این‌هیون را گرامی بدارد، زیرا هیچ‌کس نمی‌خواست متهم و اعدام شود.
پادشاه تعجب کرد که حتی در این شرایط خطرناک، کسی جرأت کرده و جان خود را به خطر انداخته تا برای سلامتی ملکه این‌هیون دعا کند. پادشاه دختر جوان را صدا زد؛ موسوری صدای او را شنید و برگشت و با دیدن پادشاه مات و مبهوت شد و وقتی او را شناخت در مقابلش زانو زد. پادشاه از او توضیح خواست. موسوری با صدایی لرزان پاسخ داد: «اعلیحضرت، زمانی که ملکه این‌هیون در قصر حضور داشتند، من در خدمت ایشان بودم. امروز روز تولد ایشان است و من نمی‌توانم محبت‌هایی را که ملکه این‌هیون آن زمان در حق من کردند را فراموش کنم؛ بنابراین به صورت خصوصی برای ایشان مراسم یادبودی گرفتم. لطفاً مرا با مرگ مجازات کنید».

پادشاه با شنیدن این سخن موسوری شدیداً متحیر شد.
اگر کسی دیگر در موقعیت این دختر بود جان خودش را به خطر نمی‌انداخت اما این موسوری برای احترام به ملکه سابقش خطر مرگ را به جان خرید. در واقع او ستودنی و با فضیلت بود و پادشاه که خود شاهد این اتفاق بود، بسیار متأثر شد.

سپس پادشاه، موسوری جوان را به خود نزدیک کرد و احساسات او به تدریج از همدردی به علاقه و سپس به عشق تبدیل شد. با گذشت زمان، این موسوری به چوی سوک-بین معروف شد.

### صیغه سلطنتی
بانو چوی در سال ۱۶۹۳، پس از به دنیا آوردن اولین فرزندش، شاهزاده یونگ‌سو، که در خردسالی (بر اثر بیماری سرخک) درگذشت، با رتبه چهارم سوک-وون، صیغه سلطنتی سوک‌جونگ شد. یک سال بعد، او پس از به دنیا آوردن پسر دیگری به نام یی گئوم، شاهزاده یونینگ، به رتبه دوم سوک-اوی ارتقا یافت. در سال ۱۶۹۵، او به رتبه اول گویی-این ارتقا یافت. در سال ۱۶۹۸، او یک شاهزاده مرده به دنیا آورد. در سال ۱۶۹۹، او مجدداً با صفت سوک (淑) به معنی «پاک / با فضیلت» به اولین رتبه ارشد بین ارتقا یافت. بانو چوی آشکارا از ملکه این‌هیون مخلوع حمایت می‌کرد و با ملکه فعلی جانگ اوک‌جونگ، که تاریخ او را زنی پلید و بی رحم توصیف کرده، مخالف بود. در سال ۱۶۹۳، پادشاه از ملکه جانگ و جناح سورون ناامید شد و بالاخره در سال ۱۶۹۴، پادشاه سوک‌جونگ ملکه این‌هیون را به قصر بازگرداند و ملکه جانگ را به رتبه هی-بین، تنزل داد. در سال ۱۷۰۱ ملکه این‌هیون به علت نامعلومی درگذشت. برخی از تاریخ نگاران معتقدند که او مسموم شده است، اما این نظریه تأیید نشده است. بر اساس یک نسخه، پادشاه سوک‌جونگ، جانگ هی-بین را در اتاقش با یک شمن پیدا کرد.

تفسیر دیگری که بر اساس قسمتی مبهم از سالنامه سلسله چوسان است، بیان می‌کند که این چوی سوک-بین بود که به پادشاه گفت که از جادوگری برای آسیب رساندن به ملکه استفاده شده است؛ زیرا در عنوان «وصیت ملکه» نوشته شده است: «چوی سوک-بین با لطف همیشگی خود به ملکه (این‌هیون) ادای احترام می‌کند و با گریه برای کسی که نتوانست قلب پادشاه را به دست آورد، این راز را به پادشاه اطلاع داد.»

با این حال، در سالنامه سلسله چوسان، که در سال ۱۷۰۱ ثبت شده است آمده که مین جین-وون و مین جین-هو، برادران بزرگتر ملکه این‌هیون، پادشاه سوک‌جونگ را از جادوگری جانگ هی-بین مطلع کردند و ادعا کردند که در انجام این کار با آخرین درخواست ملکه این‌هیون از آنها قبل از مرگ مطابقت دارند.

به گفته مین جین-وون، در قصر این شایعه بود که جانگ هی-بین از یک شمن برای نفرین ملکه استفاده کرده و او از این شایعات باخبر شد. صرف نظر از اینکه پادشاه چگونه از این موضوع مطلع شد، تصمیم گرفت این موضوع را بررسی کند و حقیقت را در پس شایعاتی که جانگ هی-بین در اقامتگاه خود یک محراب شمنیست ساخته است، کشف کرد، جایی که مجسمه‌هایی با نام ملکه در آن یافت شده. بعداً، ندیمه‌های قصر بانو جانگ اعتراف کردند که او به آنها دستور داده است که هر روز سه بار به سمت تصویر ملکه این‌هیون تیر پرتاب کنند و حیوانات مرده را در باغ کاخ او دفن کنند.
علی‌رغم درخواست‌های فراوان جناح سورون برای عفو بانو جانگ، پادشاه سوک‌جونگ احساس کرد که رفتار او بیش از حد شیطانی است و در سال ۱۷۰۱ دستور داد که بانو جانگ و سایر افراد متهم، باید با خوردن سم اعدام شوند.

پس از مرگ بانو جانگ، پادشاه سوک‌جونگ قانونی را تصویب کرد که طی آن هیچ‌یک از صیغه‌های سلطنتی دارای رتبه «بین» نتوانند به مقام ملکه دست یابند. سوء تفاهمی وجود دارد که چوی سوک-بین قرار بود ملکه بعدی سوک‌جونگ شود، اما این هیچ مبنایی ندارد. چون طبقه اجتماعی پایین چوی سوک-بین مانعی برای ملکه شدن او بود زیرا چوسان یک جامعه کنفوسیوس بود که توسط سیستم طبقاتی اداره می‌شد. سپس ملکه این‌وون، از جناح سورون به عنوان چهارمین ملکه پادشاه سوک‌جونگ انتخاب شد. طبقه اجتماعی پایین چوی سوک-بین به وضوح زندگی پسرش، پادشاه یونگ‌جو را تحت تأثیر قرار می‌داد، چون در آغاز حکومتش تا حدی به دلیل طبقه مادرش تهدید شده بود. بعدها، زمانی که حکومت او محکم شد، اگر پیشینه مادرش به عنوان برده ذکر می‌شد، آن را توهین شخصی تلقی می‌کرد.

### زندگی بعدی
در سال ۱۷۰۳، ملکه این‌وون، شاهزاده یونینگ را به فرزندی پذیرفت، و او را مانند پسر خود می‌دانست. در سال ۱۷۰۴، سالنامه سلسله چوسان بیان می‌کند که برای ازدواج یونینگ، پادشاه سوک‌جونگ دستور یک مراسم بسیار باشکوه و تجملاتی را داد. وزرا و اشراف نسبت به این ولخرجی‌ها اعتراض کردند و به شاهزاده یونینگ شکایت کردند؛ زیرا او حتی ولیعهد هم نبود، بلکه پسر یک صیغه سلطنتی بود.

سالنامه بیان می‌کند که اواخر همان سال، سوک‌جونگ کاخ زمستانی خود، کاخ ای‌هیون (که روزهای جوانی خود را در آن گذرانده بود) را به چوی سوک-بین هدیه داد. گفته می‌شود که این ساختمان بزرگ و وسیع بوده و در هان‌سونگ (سئول کنونی) قرار داشت. در سال ۱۷۱۱، هنگامی که ملکه این‌وون مبتلا به آبله شد، و بانو چوی به خدمتکاران دستور داد تا از قصر بیرون بروند و در میان مردم عادی برای نجات ملکه که در نهایت جان سالم به در برد، به دنبال چاره بگردند. در سال ۱۷۱۶، چوی سوک-بین بیمار شد و در حالی که بیمار بود از قصر خارج شد و به کاخ ای‌هیون نقل مکان کرد تا بلکه بیماری اش درمان شود. بعداً در همان سال، سوک‌جونگ پیامی از پسرش یونینگ دریافت کرد که به او اطلاع داد که وضعیت سلامتی مادرش بدتر شده است و درخواست کمک پزشکی بیشتری کرد. در سال ۱۷۱۷، سوک‌جونگ از سیاست بازنشسته شد و به پسرش، ولیعهد یی یون (پادشاه گیونگ‌جونگ) اجازه داد تا امور دولت را در دست بگیرد.

### مرگ و آرامگاه
در سال ۱۷۱۸، بانو چوی در سن ۴۷ سالگی در کاخ ای‌هیون درگذشت. در لوح یادبود او در وصف شخصیتش چنین آمده است: 
" منش و جایگاه او انکارنشدنی بود. او با مردم بدخلقی نمی‌کرد. بسیار محترم بود و همیشه در خدمت ملکه این‌هیون و بعدها ملکه این‌وون بود. خردمندی و هوش او در ارتباطش با دیگران آشکار بود و همواره مطابق وظیفه عمل می‌کرد. او هرگز وارد درگیری‌های سیاسی کاخ نمی‌شد و روزگار خود را در صلح و آرامش می‌گذراند"
آرامگاه او در شهر پاجو، استان گیونگ‌گی، کره جنوبی قرار دارد. این مکان، باغ "سوریونگ‌وون" نام دارد و به عنوان مکان تاریخی شماره ۳۵۸ تعیین شده است. پادشاه سوک‌جونگ در سال ۱۷۲۰ (دو سال بعد از مرگ بانو چوی) درگذشت، ظاهراً پس از اینکه به یی یی-میونگ گفت که شاهزاده یونینگ باید به عنوان ولیعهد برادرش گیونگ‌جونگ، معرفی شود. وقتی شاهزاده یونینگ به عنوان "پادشاه یونگ‌جو" تاجگذاری کرد و پادشاه چوسان شد، قربانگاهی (제실) در نزدیکی مقبره مادرش (بانو چوی) برپا کرد، تا نشانی از محبت عمیق فرزندی او باشد. او برای سوگواری خود در کنار قبر مادرش یک جسیل ساخت و سنگ قبری برای او ساخت که در چهار نقطه آن مطالبی دربارهٔ او نوشته شده است. 

لوح یادبود بانو چوی در چیل‌گونگ (محل تاریخی شماره ۱۴۹)، مکانی که لوح‌های اجدادی هفت صیغه سلطنتی دیگر را در خود جای داده است، ثبت شده است. به چوی سوک-بین لقب پس از مرگ هواگیونگ (화경، 和瓊) داده شد که به معنای ("هماهنگ") است. او بعداً به هوی‌دوک ("فضیلت باشکوه") و به آن‌سون ("پاکی آرام") ارتقا یافت.

### بحث رتبه‌بندی
تنها پسر بازمانده بانو چوی، شاهزاده یونینگ (یی گئوم، بعدها پادشاه یونگ‌جو) بود که به عنوان یک کودک نابغه شناخته می‌شد و یکی از بزرگ‌ترین پادشاهان تاریخ چوسان بود. اما از آنجایی که مادرش، یک صیغه از طبقه اشرافی نبود، مقاماتی که در خانه‌های اشرافی به دنیا آمده بودند و همسرانی نجیب‌زاده داشتند، نسبت به او و مادرش نگاهی تحقیرآمیز داشتند. 

اگرچه یونگ‌جو در بزرگسالی نسبت به ریشه مادرش بسیار حساس بود، اما نمی‌توان عشق عمیقی را که او به مادر خود داشت انکار کرد. احترام او به حد و مرزی نداشت. او اشعار زیادی سروده و در یکی از آنها می‌گوید: 
پدرم مرا به وجود آورد، مادرم مرا سیر کرد، مرا هدایت کرد، پرورش داد، مرا تربیت کرد، مرا نگاه داشت، مراقب من بود و هر لحظه مرا یاری می‌کرد.
یونگ‌جو با درباریان بحث می‌کرد تا چوی سوک-بین را به عنوان یک مادر عمومی به رسمیت بشناسند. اما مقامات کاملاً با این موضوع مخالف بودند و فقط این حق را به پادشاه می‌دادند که اغلب اوقات به عنوان بخشی از مراسم سلطنتی اش، از مقبره مادرش بازدید کند. در طول مدتی که او با این موضوع مبارزه می‌کرد، دو روایت جالب از احساسات او در مورد این وضعیت وجود دارد. در سال ۱۷۳۹، یک روز قبل از بازدید برنامه‌ریزی شده از مقبره بانو چوی، پادشاه یونگ‌جو با نارضایتی از پروتکل‌هایی که هیئت تشریفات تنظیم کرده بود، دو مقام را که مستقیماً مسئول آنها بودند، محکوم کرد.

سالنامه سلسله چوسان این اندازه‌گیری را توضیح می‌دهد: «پادشاه با احترام به مادر خصوصی خود چوی سوک-بین خدمت می‌کرد، اما او مشکوک بود که مقامات و درباریان حاضر به انجام خواسته‌های او نیستند؛ بنابراین، هر بار درگیری‌های ناگهانی شروع می‌شد که به ناچار با یک اعلامیه ناراحت‌کننده سلطنتی دنبال می‌شد.» در فرصتی دیگر، پادشاه آرامگاه او را به مقصد کاخ ترک می‌کرد. او هنگام سوار شدن بر کجاوه، وزیر امور نظامی، کیم سون-گونگ را احضار کرد. و در حالی که گریه می‌کرد گفت: 
از سال ۱۷۳۷، این اولین باری بود که برای ادای احترام به مقبره مادرم آمدم. برای آن سال‌ها، قلب من پر از غم بود. وقتی بچه‌ها زمین می‌افتند، به‌طور معمول مادرشان را صدا می‌کنند. این طبیعت انسان است. در زمان کشاورزی، اگر کسی زمینی نداشته باشد، چگونه می‌تواند کشاورزی کند؟ آیا کسی اجازه ندارد دغدغه خصوصی داشته باشد، اما از دست دادن اعتماد (به مقاماتش) اشتباه است، علمای نخبه امروزی بیش از حد خونسرد هستند، آن علمای نخبه باید پدر و مادری هم داشته باشند، نمی‌توانستند از بهشت سقوط کرده باشند یا ظهور کنند.
 در نهایت او به آنچه می‌خواست رسید و بانو چوی به عنوان مادر عمومی او به رسمیت شناخته شد.

## خانواده

### اجداد
|  |                                    |  |  |  |  |  |  |  |  |  |  |  |  |  |  |  |
|  | چوی ائوک‌جی                         |  |  |  |  |  |  |  |  |  |  |  |  |  |  |  |
|  |                                    |  |  |  |  |  |  |  |  |  |  |  |  |  |  |  |
|  |                                    |  |  |  |  |  |  |  |  |  |  |  |  |  |  |  |
|  | چوی مال‌جئونگ                       |  |  |  |  |  |  |  |  |  |  |  |  |  |  |  |
|  |                                    |  |  |  |  |  |  |  |  |  |  |  |  |  |  |  |
|  |                                    |  |  |  |  |  |  |  |  |  |  |  |  |  |  |  |
|  | چوی تائه‌ایل                        |  |  |  |  |  |  |  |  |  |  |  |  |  |  |  |
|  |                                    |  |  |  |  |  |  |  |  |  |  |  |  |  |  |  |
|  |                                    |  |  |  |  |  |  |  |  |  |  |  |  |  |  |  |
|  | چوی هیووُن                          |  |  |  |  |  |  |  |  |  |  |  |  |  |  |  |
|  |                                    |  |  |  |  |  |  |  |  |  |  |  |  |  |  |  |
|  |                                    |  |  |  |  |  |  |  |  |  |  |  |  |  |  |  |
|  | بانو جانگ از قبیلهٔ پیئونگ‌گانگ جانگ |  |  |  |  |  |  |  |  |  |  |  |  |  |  |  |
|  |                                    |  |  |  |  |  |  |  |  |  |  |  |  |  |  |  |
|  |                                    |  |  |  |  |  |  |  |  |  |  |  |  |  |  |  |
|  | سوک‌بین چوی                         |  |  |  |  |  |  |  |  |  |  |  |  |  |  |  |
|  |                                    |  |  |  |  |  |  |  |  |  |  |  |  |  |  |  |
|  |                                    |  |  |  |  |  |  |  |  |  |  |  |  |  |  |  |
|  | هونگ گیه‌نام                        |  |  |  |  |  |  |  |  |  |  |  |  |  |  |  |
|  |                                    |  |  |  |  |  |  |  |  |  |  |  |  |  |  |  |
|  |                                    |  |  |  |  |  |  |  |  |  |  |  |  |  |  |  |
|  | بانو هونگ از قبیلهٔ نامیانگ هونگ    |  |  |  |  |  |  |  |  |  |  |  |  |  |  |  |
|  |                                    |  |  |  |  |  |  |  |  |  |  |  |  |  |  |  |
|  |                                    |  |  |  |  |  |  |  |  |  |  |  |  |  |  |  |
|  | بانو کیم                           |  |  |  |  |  |  |  |  |  |  |  |  |  |  |  |
|  |                                    |  |  |  |  |  |  |  |  |  |  |  |  |  |  |  |
|  |                                    |  |  |  |  |  |  |  |  |  |  |  |  |  |  |  |

### فرزندان
ملکه سوک از شوهرش پادشاه سوک‌جونگ صاحب سه فرزند پسر و یک دختر شد شد:
1. شاهزاده یونگ‌سو (۱۶۹۳)؛ در کودکی به علت بیماری سرخک درگذشت.
2. شاهزاده یونینگ (۱۶۹۴—۱۷۷۶)؛ با نام شخصی یی گئوم، بعدها پادشاه یونگ‌جو، بیست و یکمین پادشاه چوسان
3. شاهزاده اوی‌سو (۱۹ آوریل ۱۶۹۸_۲۰ دسامبر ۱۷۴۵)
4. شاهدخت کیم‌‌سون (۱۷۰۷_۱۷۵۹)

## در فرهنگ عامه
- توسط لی می یونگ در مجموعه تلویزیونی ام‌بی‌سی، زنان تاریخ: جانگ هوی بین، در سال ۱۹۸۱ به تصویر کشیده شد.
- توسط کیون می ری در مجموعه تلویزیونی ام‌بی‌سی، ۵۰۰ سال سلسله چوسان: ملکه این‌هیون (اپیزود هشتم)، در سال ۱۹۹۵ به تصویر کشیده شد.
- توسط نام جو هی در مجموعه تلویزیونی اس‌بی‌اس، جانگ هوی بین، در سال ۱۹۹۵ به تصویر کشیده شد.
- توسط کیم یونگ ئه در مجموعه تلویزیونی ام‌بی‌سی، جاده پادشاه بزرگ، در سال ۱۹۹۸ به تصویر کشیده شد.
- توسط پارک یه جین در مجموعه تلویزیونی کی‌بی‌اس۲، داستان سلطنتی: جانگ هی بین، در سال ۲۰۰۲ به تصویر کشیده شد.
- توسط هان هیو جو و کیم یو جونگ در مجموعه تلویزیونی ام‌بی‌سی، افسانه دونگ‌یی، در سال ۲۰۱۰ به تصویر کشیده شد.
- توسط هان سونگ یون در مجموعه تلویزیونی اس‌بی‌اس، جانگ اوک‌جونگ، زندگی برای عشق، در سال ۲۰۱۳ به تصویر کشیده شد.
- توسط یون جین سو در مجموعه تلویزیونی اس‌بی‌اس، قمارباز سلطنتی، در سال ۲۰۱۶ به تصویر کشیده شد.